# سنگ‌خیزک شمالی
سنگ‌خیزک شمالی (نام علمی: Grylloblatta campodeiformis) نام یک گونه از سرده یخ‌خیزک است.